# Rostkehlnachtigall
Die Rostkehlnachtigall (Larvivora akahige, Syn.: Erithacus akahige, jap. コマドリ Komadori), auch Japanisches Rotkehlchen genannt, ist eine Vogelart aus der Familie der Fliegenschnäpper.

## Merkmale
Die Rostkehlnachtigall hat eine Körpergröße von 14 bis 15 Zentimetern bei einem Gewicht von etwa 17 Gramm. Bei Männchen wurde eine Flügellänge von 74 bis 79 Millimetern, eine Schwanzlänge von 50 bis 54 Millimetern und eine Schnabellänge von 15,5 bis 17 Millimetern gemessen. Die Iris ist dunkelbraun bis schwarz. Das Gefieder der Jungtiere ist braun, mit blassen Flecken auf dem Kopf und Nacken. Gesicht und Kehle sind matt rötlich braun, während die Brust und Flanken etwas blasser gefärbt sind, mit breiten graubraunen oder olivbraunen Spitzen. Das Gefieder adulter Weibchen ähnelt dem der Männchen. Es ist am Kopf orange und am Rücken orangebraun gefärbt. Die Bauchseite hat einen grauen Farbton. Beim Männchen sind Stirn bis Scheitel, Nacken und Oberseite olivbraun gefärbt. Gesicht, Kehle und oberer Brustbereich sind leuchtend orange gefärbt und am schmalen Augenring etwas blasser. Das Orange wird von der gräulichen bis weißen Brust durch ein deutliches schwarzes Brustband getrennt. Dieses ist beim Weibchen deutlich schmaler und blasser.

## Lebensweise
Die Rostkehlnachtigall brütet zwischen Mai und Juli.

## Verbreitungsgebiet und Gefährdungsstatus
Das Verbreitungsgebiet liegt in der paläarktischen Region. Die Rostkehlnachtigall ist hauptsächlich in Japan verbreitet. Sie wird von der International Union for Conservation of Nature and Natural Resources (IUCN) als nicht gefährdet (Least Concern) eingestuft.

## Systematik
Die Rostkehlnachtigall wurde 1835 von dem niederländischen Zoologen Coenraad Jacob Temminck erstbeschrieben. Sie wurde ursprünglich zusammen mit der Schwesterart Samtkehlnachtigall (Larvivora komadori) und dem europäischen Rotkehlchen (Erithacus rubecula) in die Gattung Erithacus eingeordnet. Eine molekulare phylogenetische Studie aus dem Jahr 2006 ergab, dass die beiden ostasiatischen Arten der Blaunachtigall (Larvivora cyane) – zu der Zeit in der Gattung Luscinia – ähnlicher waren als dem europäischen Rotkehlchen. Im Jahr 2010 bestätigte eine weitere Studie dieses Ergebnis und fand zudem heraus, dass Luscinia nicht monophyletisch war. Die Gattung Larvivora wurde daher wiederbelebt, um eine Gruppe von Arten aufzunehmen, die zuvor in der Gattung Luscinia eingeordnet waren – darunter die genannte Rostkehlnachtigall, Samtkehlnachtigall und Blaunachtigall.
Unterarten:
- Larvivora akahige akahige (Temminck, 1835) ist auf Sachalin, den Kurilen und Japan, insbesondere auf den Izu-Inseln und den Inseln südlich von Kyūshū verbreitet.
- Larvivora akahige rishirensis (Kuroda Jr, 1965) wird im Allgemeinen als Synonym zur Nominatform betrachtet.
- Larvivora akahige tanensis (Kuroda Sr, 1923) kommt auf Kyūshū vor. Sie wird von der IUCN als eigene Art Larvivora tanensis angesehen und ist als solche als gefährdet (Vulnerable) eingestuft.[8]

## Weiterführende Literatur
- Brazil, M. 2009. Birds of East Asia: eastern China, Taiwan, Korea, Japan, eastern Russia. Christopher Helm, London.
- del Hoyo, J., Collar, N.J., Christie, D.A., Elliott, A., Fishpool, L.D.C., Boesman, P. and Kirwan, G.M. 2016. HBW and BirdLife International Illustrated Checklist of the Birds of the World. Volume 2: Passerines. Lynx Edicions and BirdLife International, Barcelona, Spain and Cambridge, UK.
- Sibley, C.G. and Monroe, B.L. 1990. Distribution and Taxonomy of Birds of the World. Yale University Press, New Haven, USA.
- Sibley, C.G. and Monroe, B.L. 1993. A supplement to 'Distribution and Taxonomy of Birds of the World'. Yale University Press, New Haven, USA.